# Mind Chaos
Mind Chaos è il primo album del gruppo statunitense Hockey.

## Tracce
1. Too Fake
2. 3am Spanish
3. Learn to Loose
4. Work
5. Song Away
6. Curse This City
7. Wanna Be Black
8. Four Holy Photos
9. Preacher
10. Put The Game Down
11. Everyone's The Same